# Paul Warwick
Paul Jason Warwick (Alresford, 29 de janeiro de 1969 – Oulton Park, 21 de julho de 1991) foi um automobilista britânico, postumamente campeão da Fórmula 3000 Britânica. Era irmão do também piloto Derek Warwick.

## Biografia
Paul Jason Warwick nasceu em Alresford, Hampshire, sendo filho de Derrick e Beattie Warwick e irmão mais novo do piloto de F1 Derek Warwick. Este descrevia Paul como tímido, porém rebelde, e contou que ele deixava de ir à escola para acompanhá-lo nas corridas.

## Carreira
Paul Warwick começou a correr aos oito anos, participando de campeonatos de MiniStox, sendo campeão mundial dessa categoria em 1983. Migrou para os SuperStox aos quinze anos, abaixo da idade mínima, mas ele conseguiu um documento falso para garantir sua participação na categoria. Em 1985, foi campeão, e migrou para os monopostos em 1986.
Após disputar os campeonatos de Fórmula Ford 1600 e 2000 (versões britânica e europeia), Paul Warwick estreou na Fórmula 3 em 1988, aos 19 anos de idade. Disputou 3 temporadas até 1990, tendo resultados modestos na categoria. Ainda em 1990, participou de 3 GPs da Fórmula 3000 pela equipe Leyton House Racing, obtendo como sua melhor posição de chegada um 8º lugar em Birmingham.
Ele ainda competiu na F-3000 Britânica pela equipe de propriedade de Nigel Mansell, a Mansell Madgwick Motorsport. Warwick não encontrou adversários capazes de conter seu domínio, fazendo todas as poles e vencendo facilmente as 4 primeiras corridas da temporada, quando a categoria chegou em Oulton Park para a disputa do quinto Grande Prêmio de 1991.

## O acidente fatal
Paul Warwick liderava o GP em Oulton Park, mas quando faltavam 7 voltas para o final da prova, seu Reynard teve a suspensão quebrada, fazendo com que ele perdesse o controle do carro, que estava a 250 km/h ao bater de frente no guard-rail. Um de seus adversários, Richard Dean, parou seu carro para tentar resgatá-lo do carro em chamas, mas a batida fez com que Warwick fosse ejetado e ficasse preso na cerca, vindo a falecer pouco depois, aos 22 anos.
Warwick foi declarado vencedor da prova, que foi cancelada, e sua equipe o substituiu por Jason Elliott, um amigo próximo de Derek, que o escolheu e ainda financiou a Madgwick para impedir que os outros pilotos tomassem a liderança e o título de seu irmão falecido. Assim, Paul foi oficializado como campeão póstumo na última prova em Donington Park (assim como Jochen Rindt na temporada 1970 de Fórmula 1), após os adversários não conseguirem diminuir a vantagem que ele tinha acumulado nas cinco primeiras provas. Isso tornou Paul Warwick o primeiro e até agora único piloto a ser campeão póstumo de uma categoria de acesso à Fórmula 1.

## Prêmios e legado
Após a morte de Paul, seu irmão Derek dedicou sua vitória nas 24 Horas de Le Mans de 1992 a ele, e passou a se dedicar à luta por mais segurança nas provas automobilísticas. A pista de Oulton Park sofreu alterações, ganhando uma chicane na curva em que Paul se acidentou, e a ponte de entrada principal do circuito ganhou seu nome.
Posteriormente, a AutoSport usou seu nome para renomear o troféu destinado a jovens pilotos britânicos vencedores do National Driver of the Year (Piloto Nacional do Ano). Dentre seus ganhadores, está Lando Norris.
Em 2013, a revista britânica AutoSport incluiu Paul Warwick na lista dos 50 melhores pilotos que nunca chegaram à F1, com ele sendo o 31º colocado e ficando à frente de nomes como Valentino Rossi e Carlos Sainz.